# Zwartehoekbrug
De Zwartehoekbrug, is de naam die gedragen werd door drie overbruggingen over de Dender tussen de Denderstraat en de Nieuwbrugstraat in het centrum van de stad Aalst. De huidige brug, een hefbrug, is een van de drie beweegbare bruggen in het centrum van de stad. Officieel heet de brug Zwartehoekbrug maar meestal schrijft men Zwarte hoekbrug als twee woorden.

## Geschiedenis
De eerste overbrugging over de Dender in Aalst tussen de Denderstraat en de Nieuwbrugstraat was een draaibrug die in 1890 gebouwd werd. Deze brug deed dienst tot in de Tweede Wereldoorlog wanneer ze, in 1940, door Belgische en Britse troepen werd vernietigd. De Duitse bezetter liet de brug vervangen door een metalen ophaalbrug. Deze brug deed uiteindelijk bijna veertig jaar dienst. In 1979 begon men met de afbraak van de ophaalbrug teneinde deze te vervangen door een hefbrug, die met twee rijvakken beter aangepast was aan de toenemende verkeersstroom. De huidige brug werd uiteindelijk twee jaar later in gebruik genomen. De oude ophaalbrug werd in 1993 gerenoveerd en kreeg ter herinnering een nieuwe plaats over de molenbeek in het basketbalpark. In 2012 onderging de hefbrug een grondige renovatie. Het wegdek en de voetpaden werden vernieuwd. Ten slotte werd ook de oorspronkelijke groene kleurstelling vervangen door een witte kleur.

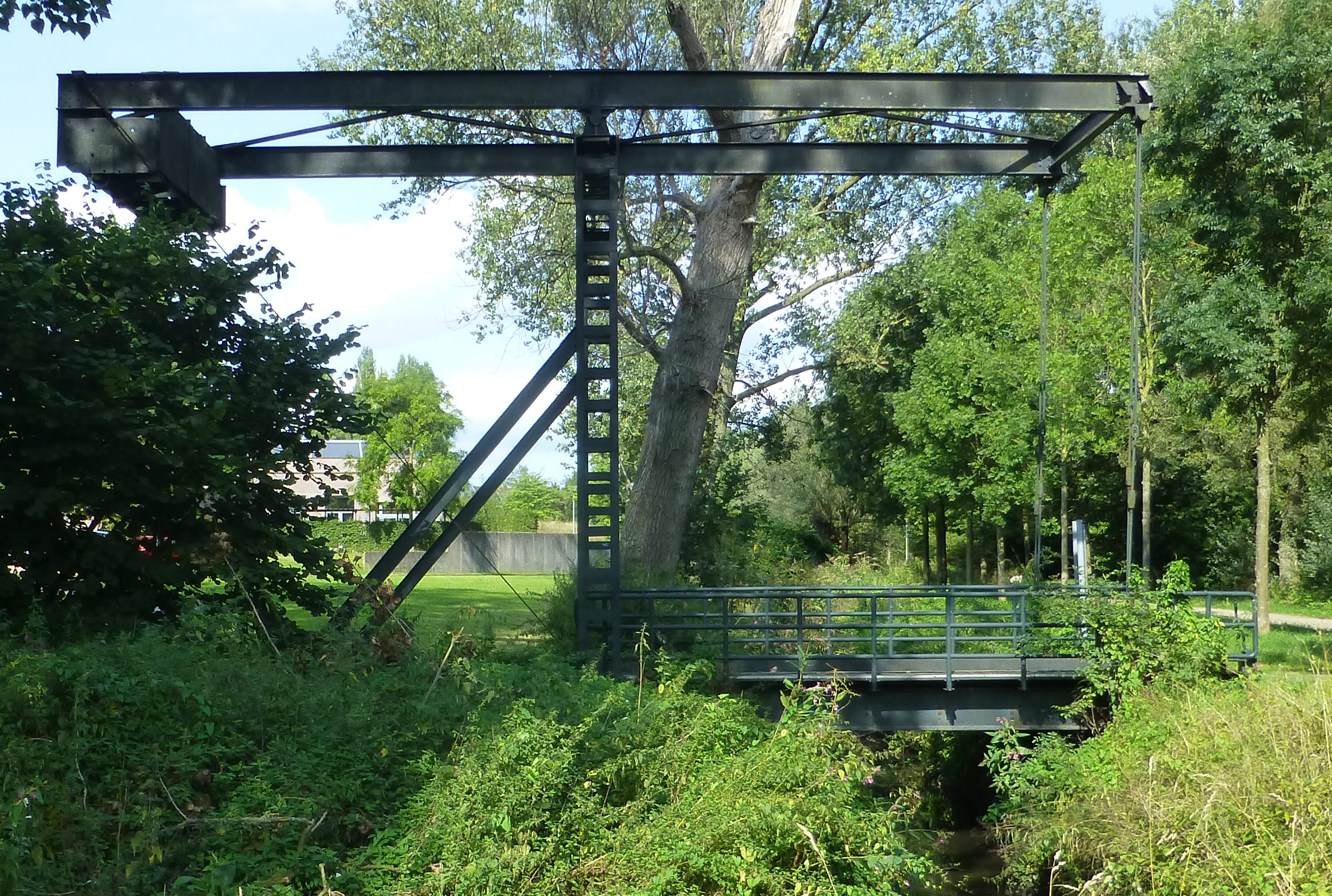
Voormalige Zwartehoekbrug over de molenbeek in het zwembadpark.

In 2021 werd de originele elektrische installatie vervangen. De sturing van de brug werkt sindsdien met behulp van een veiligheids PLC, in tegenstelling tot de relaissturing van voorheen. De groene verkeerslichten werden tevens vervangen door exemplaren die oranje knipperen. Deze aanpassingen moeten het mogelijk maken om in de toekomst de brug op een veilige manier te besturen vanop afstand.